# Sphyraena iburiensis
Sphyraena iburiensis är en fiskart som beskrevs av Doiuchi och Tetsuji Nakabo 2005. Sphyraena iburiensis ingår i släktet Sphyraena och familjen Sphyraenidae. Inga underarter finns listade i Catalogue of Life.